# 崔斯特·杜垩登
崔斯特·杜垩登（Drizzt Do'Urden）是角色扮演游戏《龙与地下城》中被遗忘的国度游戏设定中的一位最受欢迎的角色之一，属于卓尔精灵种族。是杜垩登家族的一员。而他与其他邪恶的卓尔精灵不同，他彻底抛弃了邪恶，成为了一个善良的游侠。
崔斯特最早出现在R·A·萨尔瓦多的《碎魔晶》一书中。他本来打算用这个黑暗精灵来引出并烘托主角蛮族沃夫加，但出版后读者的关注却留在了这个黑暗精灵身上，于是作者决定让崔斯特作为这一系列的主要人物。而《黑暗精灵三部曲》则讲述了崔斯特的生平。随着这一系列作品的流行，崔斯特成为了被遗忘的国度小說系列中最著名的人物之一。
崔斯特的双眼与其他的卓尔精灵不大相同，不是显示夜视能力的红色，而是紫色。
崔斯特善使双刀，他的左右手同样灵活，因此被称为“双巧手”。

## 生平
崔斯特在被遗忘国度地底幽暗地域中的魔索布莱城长大。母亲是玛烈丝·杜垩登，父亲是札克纳梵·杜垩登。他本来是作为杜垩登家族第三个活着出生的儿子，而要在出生的时候被献祭给罗丝女神。他的出生正是在杜垩登家族攻打迪佛家族的时候，但是由于他的哥哥纳梵·杜垩登在这场战斗中死去(被二弟所杀)，被认为已有灵魂满足了罗丝，从而让崔斯特存活了下来。并交由担任养母的姐姐维尔娜·杜垩登抚养。
崔斯特天资聪颖，5岁就学会了其他卓尔精灵贵族10歳才能学会的浮空术。随后就是担任王子见习生，像仆人一样服务于整个家族，直到16岁正式成为家族的次子。此后他由他的父亲札克纳梵·杜垩登教导了5年格斗技巧，培养他成为一个战士。接下来的十年，他在格斗武塔学习更多的格斗技能，同时也开始领悟到了黑暗精灵社会的邪恶。而在第一次去地表执行屠杀地表精灵任务时，崔斯特一下子就迷戀上了地表的景象，也正是这次行动，他更加感到了黑暗精灵的邪恶本质。
在經過多次的戰鬥后，崔斯特的戰鬥技能越來越高，他甚至幾乎憑自己一人之力打死了土元素。在此期間，他也同魔法黑豹關海法建立起了深刻的友誼，成為了他的好友和戰鬥伙伴。最后，他殺死了準備暗殺他并摧毀他的家族的黑暗精靈，并從暗殺他的人那里奪走了召喚關海法的控制權。這也是他殺死的唯一一個卓爾精靈同胞，他在此發誓再也不會殺害自己的同胞，但是在許久之後，他同胞的邪惡殘暴逼的他無法遵守自己的誓言。
在杜垩登家族與另外的一個家族愈演愈烈的爭斗中，杜垩登家族由于崔斯特在地表行動中放走了精靈女孩，而惹怒了蜘蛛神后羅絲使其家族牧师不能施展神术。玛烈丝·杜垩登為了挽回局勢，準備將崔斯特獻祭給蜘蛛神后。然而崔斯特的父親及好友的札克纳梵為了這個兒子所具有的純潔心靈，決意以自己的性命交換崔斯特的生命。在開戰前夕，崔斯特得知父親的死訊，毅然決心離開了這個邪惡的黑暗精靈社會。
離開魔索布莱城后，他與關海法獨自在幽暗地域生活了10年。在这段流亡生活里，在幽暗地域的挣扎求生使他成为了一个出色的猎人，成功躲开了自己家族的追捕，但卻也充滿著暴戾的原始野性。他在发现了地底侏儒的踪迹后，长年的孤独使他想与他们生活在一起。他来到布灵登石城，得到了侏儒的理解后，住在了好友贝尔瓦·迪森格的家里，逐步克制他野性的猎人本性，恢复善良的一面。
然而，好景不长，为了赢得罗丝的欢心，杜垩登家族将死去的札克纳梵·杜垩登变成了缚灵尸来追杀崔斯特。为了布灵登石城的安宁，布灵登石城国王只好将崔斯特逐出了布灵登石城。而这一次贝尔瓦·迪森格陪同崔斯特在幽暗地域历险。
在途中他们结识了被人类法师变成恐爪怪的岩精喀拉卡，三人结伴旅行。最后，他们经历了很多冒险之后，终于遇到了缚灵尸札克纳梵。在几次交手之后，缚灵尸札克纳梵唤醒了本性，跳入酸湖中灭亡，而喀拉卡也因此死去。此后，崔斯特决定一个人到地面生活。
崔斯特来到地表之后，经过一段时间适应了地表上太阳的照射。但是他很快被住在附近的犬魔幼兽乌古鲁注意到了，并假扮崔斯特杀害了附近马多巴农庄中的李斯特登全家。崔斯特发现了这个阴谋，奋力杀死了犬魔幼兽，但是还是被农庄的人们怀疑是凶手，而遭到赏金猎人罗狄·麦葛斯特和游侠多芙·鹰手的追杀，但是最后多芙·鹰手发现他并不是凶手，而放过了他。
此后，他来到了游侠蒙特里·迪布洛奇的住处，并与之成为好友。也在蒙特里的指导下学习一切游侠的技能，并被引导追随神祇梅莉凯。在二人合力于小树林之役打败了半兽人的进攻后，蒙特里寿终正寝，崔斯特则踏上了游侠的道路。
之后，他旅居到了冰風谷定居下來，並結識了布魯諾、凱蒂布莉兒與瑞吉斯等知心好友。
在碎魔晶一書中，崔斯特經歷了野蠻人突襲與碎魔晶大軍侵略的兩場戰役，皆成功保衛了冰風谷裡的十鎮，最後與布魯諾踏上復興祕銀廳的道路。
白銀溪流中與布魯諾成功重返了祕銀廳舊址，在意欲奪取碎魔晶的巫士塔人馬干擾下，布魯諾仍擊殺了黑龍爍影。崔斯特則在此結識了一生中的死對頭、僱傭殺手恩崔力。
崔斯特等人在半身人的魔墜時，為了拯救好友瑞吉斯而來到了南方沙漠地區，在與恩崔力一次又一次的戰鬥中取得上風，也征服了此地的一個盜賊公會。
血脈時，地底的黑暗精靈動作頻頻，正在準備征服祕銀廳的先行工作，崔斯特等人在探索祕銀廳地道時遭遇了恩崔力與姐姐維爾娜的逼殺，失去了好友沃夫加。
崔斯特在無星之夜中，決意重返魔索布萊城一探黑暗精靈的目的，反而被抓補成功。而在凱蒂布莉兒與恩崔力這兩人不可思議的組合合作下，崔斯特三人成功殺回地表。
暗軍突襲中，黑暗精靈大軍遠征祕銀廳，崔斯特與眾多夥伴與友軍們奮力抵擋，殺了首領班瑞主母，並迎回了祕銀廳的舊國王。
破曉之路時，崔斯特與凱蒂布莉兒在海上經歷了不少冒險，最後重返冰風谷與布魯諾和瑞吉斯重聚。在與碎魔晶與惡魔厄圖的再度襲來之戰中，又殺敗了它們一次。沃夫加在此從地獄重歸，祕銀五友全部團聚。
黑暗之路系列，描寫了祕銀五友踏上摧毀碎魔晶的道路，其中五人分分合合，有喜也有憂。
獵人之刃三部曲，祕銀廳遭受了獸人大軍的毀滅性入侵，崔斯特失去了許多好友，以劍刃為賭注，誓言復仇。

## 相关作品
黑暗精靈三部曲 The Dark Elf Trilogy
- Book 01《故土》Homeland (1990) (1297DR年及1328DR年)
- Book 02《流亡》Exile (1990) (1338DR年至1340DR年間)
- Book 03《旅居》Sojourn (1991) (1340DR年至1347DR年間)

冰風之谷三部曲 The Icewind Dale Trilogy
- Book 04《碎魔晶》the crystal shard (1988) (1351DR年至1356DR年間)
- Book 05《白銀溪流》streams of silver (1989) (1356DR年)
- Book 06《半身人的魔墜》the halfling's gem (1990) (1356DR年至1357DR年間)

血脈系列 Legacy of the Drow
- Book 07《血脉》the legacy (1992) (1357DR年)
- Book 08《无星之夜》starless night (1993) (1357DR年)
- Book 09《暗军突袭》siege of darkness (1994) (1358DR年)
- Book 10《破晓之路》passage to dawn (1996) (1364DR年)

黑暗之途系列 Paths Of Darkness
- Book 11《無聲之刃》The Silent Blade (1998) (1364DR年)
- Book 12《世界之脊》The Spine of the World (1999) (1365DR年至1369DR年間)
- Book 13《劍刃之海》Sea of Swords (2001) (1369DR年至1370DR年間)

獵人之刃三部曲 The Hunter's Blades Trilogy
- Book 14《千獸人》The Thousand Orcs (2002) (1370DR年)
- Book 15《孤身卓爾》The Lone Drow (2003) (1370DR年)
- Book 16《雙劍》The Two Swords (2004) (1370DR年至1371DR年間)

變遷系列 Transitions
- Book 17《獸人王》The Orc King (2007) (1371DR年及1471DR年)
- Book 18《海盜王》The Pirate King (2008) (1376DR年至1377DR年間)
- Book 19《幽靈王》The Ghost King (2009) (1385DR年)

絕冬傳奇 The Neverwinter Saga
- Book 20《岡拓古利姆古城》Gauntlgrym (2010) (1409DR至1462DR年間)
- Book 21《絕冬城》Neverwinter (2011)
- Book 22《查倫之爪》Charon's Claw (2012)
- Book 23《最終門檻》The Last Threshold (2013)

決斷系列 The Sundering
- Book 24 《同伴們》The Companions (2013)

同伴信條系列 The Companion's Codex
- Book 25 《獵人之夜》Night of the Hunter (2014)
- Book 26 《君王的崛起》Rise of the King (2014)
- Book 27 《鐵矮人的復仇》Vengeance of the Iron Dwarf (2015)

歸居系列 Homecoming
- Book 28 《大魔法師》Archmage (2015)
- Book 29 《大作曲家》Maestro (2016)
- Book 30 《英雄》Hero (2016)

## 夥伴
- 關海法：平常住在星界（Astral plane）的魔法生物，遵守森林女神梅莉凱的法則，是崔斯特最早的真正夥伴，與崔斯特出生入死過數不清的戰鬥場合，是個有靈性的黑豹(大貓)。作者薩爾瓦多的暹羅猫也叫這個名字。它的创造者是精灵王国科曼索的精灵剑咏者乔斯迪·斯塔姆和人类法师安德·贝尔特伽登，于DR253年。崔斯特从同胞玛索吉·赫奈特手中获得了它，而玛索吉·赫奈特得到它是因为帮助一个低层界恶魔的回报。
- 布鲁诺·战锤：战锤族矮人，原来居住在秘银厅，幼时因为影龙烁影率领灰矮人屠杀战锤族矮人逃往十镇，后来成为秘银之厅的国王，是崔斯特的生死之交。
- 蒙特里·迪布洛奇：暱稱蒙奇，崔斯特在地面上的老师，是崔斯特這輩子最感激的心靈導師，是他引导崔斯特追随神祇梅莉凯。最後協同崔斯特與半獸人大戰之後壽終正寢。
- 喀拉卡：一只被魔法师变成恐爪怪的岩精，一直在与恐爪怪的心智做斗争，希望还能保持岩精的心，最後死前成功的保持岩精的心神，回歸石頭的懷抱。
- 沃夫加：蛮族入侵十鎮失败后，被布鲁诺收养，后跟随崔斯特学习战斗技能，是崔斯特不可或缺的好伙伴。
- 瑞吉斯：半身人，逃避盗贼工会的追杀到十镇，够运气的非战斗力量，是崔斯特多数冒险旅程的伙伴。
- 凯蒂布莉儿：人类，从小被布鲁诺收养并被其影响，是坚强和勇敢的美丽女孩，崔斯特的知心好友。
- 贝尔瓦·迪森格：地底侏儒，崔斯特的好友。一次在探矿中与黑暗精灵遭遇，被黑暗精灵抓住，在即将被杀害时，崔斯特用计救了他，砍下他的手让他回去。回到布灵登石城后，地底侏儒给他装上秘银制的锤头和鹤嘴锹假手，称他为“荣勋探矿团长”。在崔斯特流亡途中两人再次相见，还一同在幽暗地域冒险。三十年后，崔斯特回到幽暗地域，他又帮助了崔斯特和凯蒂布莉儿去魔索布莱城。

## 敵人
- 罗丝：蜘蛛神。魔索布莱城的黑暗精灵信奉的邪恶神灵，對於背棄她而投向森林女神梅莉凱懷抱的崔斯特非常厭惡，但並不急於取其性命。
- 阿提密斯·恩崔立：世界上最邪惡也最頂尖的雇佣杀手，對崔斯特的雙刀戰鬥技巧懷有強大的敵意，一心想要战胜崔斯特，卻總是接二連三的敗在崔斯特手下。慣用武器是一把可以吸取敵人生命力的綠寶石匕首跟一把普通軍刀(而後有所轉變)。
- 艾麗芬：在崔斯特還待在黑暗精靈地底故土的時候，他和他的黑暗同胞進行了一場對地表精靈突擊的殺戮。而在崔斯特用計下，保住了這名年幼的精靈少女的性命。但是艾麗芬對於崔斯特救了她一命的事實毫不領情，把她看到帶有紫色瞳孔的黑暗精靈當做滅族仇人。長大後的她決意追殺已經逃到地表的崔斯特。崔斯特在不知情的情況下失手殺了艾麗芬，因而非常痛苦懊悔。

## 魔法物品
彎刀
崔斯特擅长的武器是弯刀，並且繼承了黑暗精靈可以雙手同時使用武器的天賦，以雙刀做為他的戰鬥技能。他先後使用了在黑暗地域時使用的第一套黑暗精靈打造的雙刀、初到地面時某個森林遊俠送他的第二套普通雙刀。現在他使用的第三套雙刀是先後取得了兩把有附加強大魔法的彎刀：“闪光”和“冰亡”。
其中冰亡是碎魔晶故事中出现的魔法武器，黑色劍刃鑽石鑲邊，並有黑豹雕刻。當時崔斯特與野蠻人朋友、沃夫加一起打倒了冰龍冰亡後，分戰利品時在牠的寶物堆中找到這一把魔法彎刀並將之佩帶著。不久崔斯特與惡魔厄圖起了衝突，'崔斯特力量遠不及厄圖而面臨到死亡之刻，冰亡發揮出了它的魔法效果，吸取主人崔斯特的體力對火系事物展開吞噬的本能，反而將厄圖打回深淵魔域。另外，它對主人遭受火焰的侵襲時也有保護主人免受灼傷的另一個魔法效果，可說是把火系剋星。
而闪光是在半身人的魔墜時由一個特立獨行的巫師贈送給崔斯特的。這是一把由精靈打造的古老寶刀，刀刃總是輝發出淡藍色如火燄閃耀的光芒，因而得名。其附上削鐵如泥、無堅不摧的魔法，並有感知危險的能力。
通常情況下崔斯特是右手持冰亡，左手持閃光。
黑瑪瑙雕像
他有一个魔法雕像可以用來召唤他在自然界的大貓好友關海法。
護腿
這是一雙可以增快速度的護腿，是從班瑞家族的武技長丹卓·班瑞身上奪得的。班瑞家的武技長原本把它當作護腕使用，但是卻因為過於加快手腕出招動作而無法在頂尖的單挑戰鬥中隨時變招，被崔斯特斬於刀下，而護腕被崔斯特取走。後來崔斯特發現了它的缺點，將它改做護腿使用，提高了戰鬥步法，使得遊俠的戰技再度向上一層攀爬。
面具
這是崔斯特從一個女巫妖的巢穴中奪得的。它可以用來改變一個人的全部樣貌，甚至變成不同種族的形象。但崔斯特只會在有特定目的時才使用它，因為他認為為了方便而隱藏自己黑暗精靈的真正樣貌是種欺瞞的行為。
長弓
在變遷系列中，凱蒂布莉兒的陶瑪里穿心弓改由崔斯特所持。